# كفر حمودة أرناؤوط
قرية كفر حمودة ارناؤوط هي إحدى القرى التابعة لمركز ههيا في محافظة الشرقية في جمهورية مصر العربية. حسب إحصاءات سنة 2006، بلغ إجمالي السكان في كفر حمودة ارناؤوط 5310 نسمة، منهم 2792 رجل و2518 امرأة.